# Waiau Uwha River

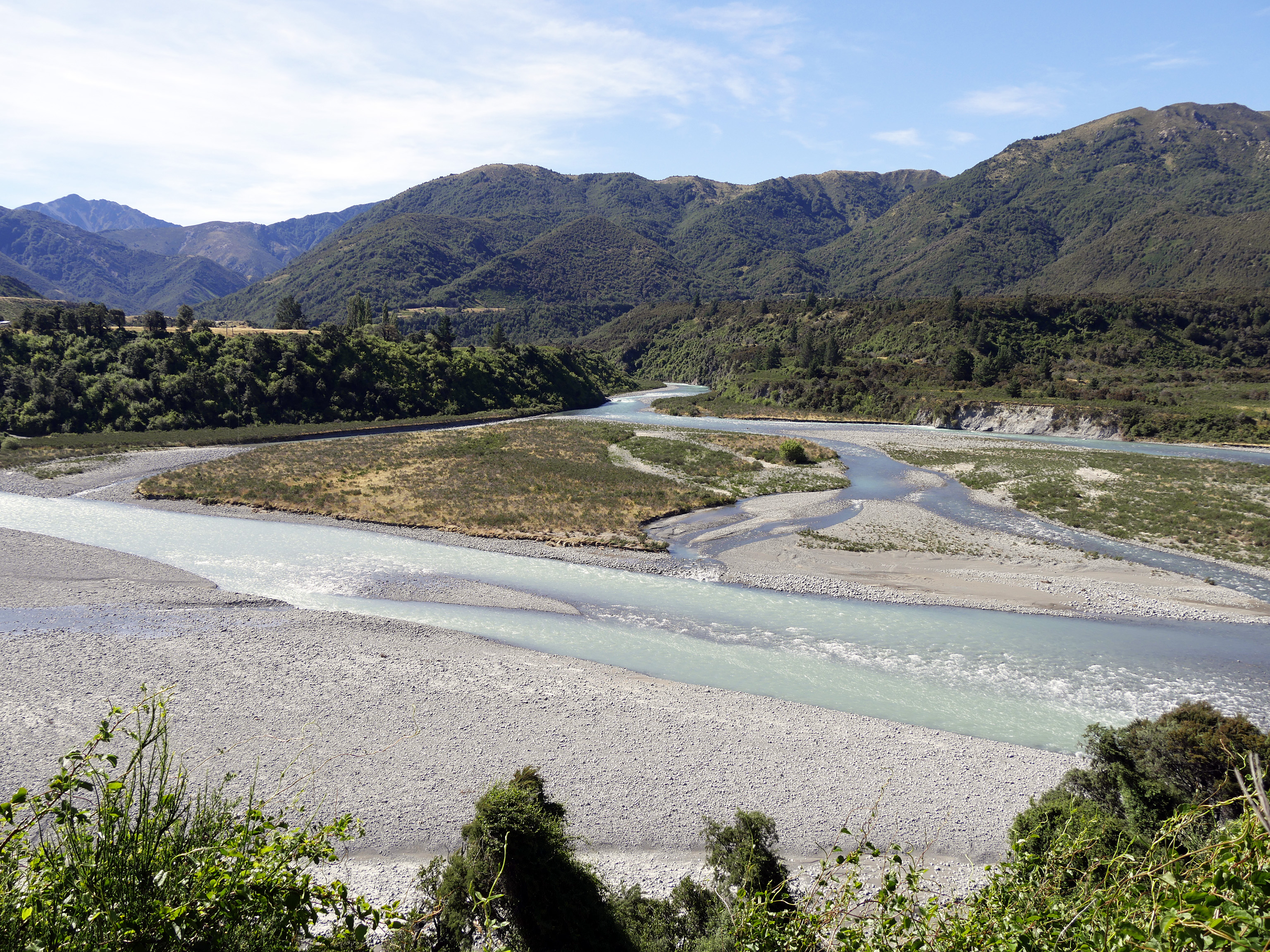
Zusammenfluss: Waiau Uwha River (Bildmitte) und Hope River (von links kommend)

Der Waiau Uwha River ist ein rund 165 km langer Fluss im Hurunui District, im Norden der Region Canterbury auf der Südinsel von Neuseeland.

## Geographie
Der Waiau Uwha River entsteht durch den Abfluss des Lake Thompson unterhalb des Thompson Passes in den Spenser Mountains auf etwa 1680 m Höhe. Nach dem Abfluss und einem Rechtsschwenk fließt der Fluss zunächst in südliche Richtung, um dann nach etwa 58 km und dem Zusammenfluss mit dem Hope River in östlich Richtung zu fließen. Südlich von Hanmer Springs biegt der Fluss erneut für rund 15 km nach Süden ab und schlängelt sich dann in weiten und später in kleineren Bögen in Richtung Osten der Pazifikküste zu. Rund 10 km nordöstlich von Cheviot mündet der Waiau Uwha River dann in den Pazifischen Ozean.
Auf seinem Weg durchfließt der Waiau Uwha River den südlichen Teil der Hanmer Plain und nach dem Durchfluss einiger Schluchten den nördlichen Teil der Amuri Plain (Culverden Plain). Mit 3310 km² hat der Fluss das zweitgrößte Wassereinzugsgebiet aller Flüsse in North Canterbury.
Der Waiau Uwha River wurde ursprünglich mal Dillon oder Waiau-ua River genannt. Die Kurzform des Māori-Namens hat sich dann aber durchgesetzt.

## Nutzung
Der Fluss eignet sich fast auf seiner gesamten Länge gut zum Angeln. Bachforellen und jahreszeitenabhängig im unteren Verlauf Seeforellen und Lachse können gefangen werden.
In dem Abschnitt des Flusses nahe Hanmer Springs und südlich davon in den Schluchten ist das Wildwasserfahren (Rafting) sehr beliebt.